# الانهيار المجتمعي في قطاع غزة خلال الحرب الفلسطينية الإسرائيلية 2023
أثناء الحرب الفلسطينية الإسرائيلية 2023، حدث انهيار مجتمعي ومؤسساتي في جميع أنحاء قطاع غزة بسبب الهجمات العسكرية المستمرة التي تشنها قوات الجيش الإسرائيلي على مؤسسات إنفاذ القانون الفلسطينية، فضلاً عن انتشار المجاعة على نطاق واسع، ونقص الإمدادات الأساسية بسبب الصراع والحصار المفروض على قطاع غزة. بسبب زعزعة الاستقرار الكبيرة الناجمة عن الصراع العسكري والأزمة الإنسانية المستمرة في غزة، أفادت الأمم المتحدة في يوليو 2024 أن الزيادات الكبيرة في أعمال النهب وقتل العاملين في مجال إنفاذ القانون والعاملين في المجال الإنساني توسّعت في جميع أنحاء قطاع غزة، وكانت رمزًا لمزيد من الانهيار المجتمعي وانتشاره "الفوضى" في جميع أنحاء الجيب.

## خلفية
وفي أعقاب هجوم 7 أكتوبر/تشرين الأول، أعلنت إسرائيل في 9 أكتوبر/تشرين الأول أنها تمنع دخول المواد الغذائية إلى غزة. وبحسب الحكومة الإسرائيلية، فإنّ الحصار يهدف إلى تحييد حركة حماس باعتبارها تهديداً أمنياً، بما في ذلك منع تهريب الموارد العسكرية تحت ستار المساعدات الإنسانية. ولأن غزة كانت تعتمد في الغالب على المساعدات الغذائية، فقد ظهرت التداعيات على الفور.
وفي أواخر يونيو/حزيران 2024، ذكرت وثيقة مسربة للأمم المتحدة أن 95% من سكان غزة يعانون من انعدام الأمن الغذائي، في حين أن ما يقرب من 500 ألف يواجهون الجوع على وشك المجاعة. وخلص التقرير إلى أن حدوث مجاعة لا يزال احتمالا قائما في جميع أنحاء قطاع غزة، وأن الخطر "مرتفع" كما كان الحال في أي وقت آخر خلال الصراع. وذكرت الأمم المتحدة أن واحدة من كل خمس أسر تقضي أيامًا كاملة دون تناول الطعام.
ذكر باحثون في مجال الصّراع والإنسانية أن انهيار النظام الاجتماعي في غزة كان نتيجة متعمدة لزعزعة الاستقرار العسكري الإسرائيلي لإجبار الحياة على أن تكون "لا تطاق" بالنسبة لمواطنيها.

## الانهيار المجتمعي
في 19 يونيو/ حزيران 2024، أبلغت مفوضية السامية للأمم المتحدة لحقوق الإنسان عن توسع وتصاعد "الفوضى" في جميع أنحاء قطاع غزة نتيجة للأزمة الإنسانية الناجمة عن الحرب، ممّا أدى إلى "عمليات نهب واسعة النطاق" موثقة، عمليات قتل غير مشروعة وإطلاق نار" على "الشرطة المحلية والعاملين في المجال الإنساني". وصرّح رئيس الوكالة في غزة والضفة الغربية أجيث سونغاي أن الزيادة الكبيرة في حالة الفوضى كانت نتيجة "لتفكيك إسرائيل للقدرة المحلية على الحفاظ على النظام العام والسلامة في غزة". كما أفادت الوكالة عن حالات متعددة من "عدالة الغوغاء، وابتزاز الأموال والنزاعات العائلية، وإطلاق النار العشوائي، والقتال من أجل المساحة والموارد"، و"الشباب المسلحون بالعصي يقفون على الحواجز".

### نهب
أدّى الحصار وما نتج عنه من نقص في السّلع الأساسيّة إلى قيام مواطنين يائسين بنهب شاحنات المساعدات في عدة حالات. قامت العديد من العائلات الكبيرة بتسليح نفسها بأسلحة خفيفة لتسهيل الغارات على قوافل المساعدات الإنسانية، ممّا حال دون قيام سلطات إنفاذ القانون بمنع أعمال النهب. أدّى الافتقار إلى حماية الشّرطة الرّسمية إلى قيام العديد من سائقي الشاحنات الإنسانية بتوقيع صفقات غير رسمية مع مواطنين مسلّحين لحماية حمولتهم من النّهب.
في ديسمبر/كانون الأول 2023، داهم عدد من الأفراد الملثمين الذين يحملون السكاكين موقع توزيع الدقيق التابع للأونروا في حي تلّ السلطان في رفح، مما دفع الشرطة إلى إطلاق النار على أحد المهاجمين وقتله. وأغلقت عائلة الضحية الشوارع وأشعلت النار في الإطارات في رفح انتقاما، قبل أن تهاجم مدينة توزيع الدقيق التابعة للأونروا ومركزا للشرطة.
في فبراير 2024، ذكرت صحيفة وول ستريت جورنال أن الفوضى في غزة تعيق جهود المساعدة. وأفاد موقع أكسيوس أن العصابات المسلحة تهاجم وتنهب شاحنات المساعدات منذ استقالة شرطة حماس بسبب الهجمات الإسرائيلية. صرّح متحدّث باسم جمعية الهلال الأحمر الفلسطيني أن الاضطرابات المدنية "ساهمت في انخفاض بنسبة 50 بالمائة تقريبًا في إجمالي عدد شاحنات المساعدات التي تدخل غزة في فبراير" ووصف سائق شاحنة مساعدات مصري الأشخاص الذين يتسلقون ويحطمون شاحنات المساعدات. وفي منتصف شهر فبراير/شباط، أصيب صبي بدوي بالرصاص خلال مواجهة حيث قام عدد من المواطنين بمداهمة شاحنة مساعدات لأخذ حمولتها. ورد العشرات من أفراد عائلة الصبي باقتحام باحة معبر رفح الحدودي وإشعال النار في إطارات السيارات.
بدأت عدّة دول بما في ذلك الولايات المتحدة عمليات إسقاط جوي للمساعدات الإنسانية والغذاء للتخفيف من حدة المجاعة، ممّا أدى إلى عدة مواجهات بين المواطنين اليائسين الذين كانوا يحاولون جمع المساعدات من الصناديق بالإضافة إلى العديد من الإصابات القاتلة الناجمة عن سقوط صناديق المساعدات. ووصف سلامة معروف، رئيس المكتب الإعلامي في غزة، عمليات الإسقاط الجوي بأنها "مهينة ومذلّة".
في يونيو/حزيران 2024، ذكرت صحيفة نيويورك تايمز أن مجموعات الإغاثة توقّفت عن تقديم المساعدات إلى جنوب غزة بسبب أعمال النهب والهجمات التي تشنها العصابات المسلحة، حيث تعرضت شاحنات المساعدات لثقوب الرصاص على طرق الإمداد. قرّرت كل من الوكالات التجارية ووكالات المعونة أنها لا تستطيع المخاطرة بحياة موظفيها. ووصف أحد عمّال الإغاثة الهجمات اليوميّة التي تشنها العصابات الإجرامية المسلّحة في منطقة الحدود بين إسرائيل وغزة بأنها منسقة ومنظّمة. وقال العامل إن سائقي شاحنات المساعدات تعرضوا للضرب في بعض الأحيان. تحدثت وكالة أسوشييتد برس مع مسؤول في الأمم المتحدة الذي وصف آلاف شاحنات المساعدات المتراكمة، والجماعات المسلحة التي تعرقل القوافل بانتظام، واحتجاز السائقين تحت تهديد السلاح. وقال عامل في شركة نقل فلسطينية إنّ المساعدات تفسد بسبب الطقس الحارّ. وفي محاولة لتعويض النقص في المساعدات، سمحت إسرائيل لمزيد من الشاحنات التجارية بالدخول إلى غزة من إسرائيل والضفة الغربية التي تحتلها إسرائيل، والتي تسافر عادة بحماية مسلحة، على عكس قوافل الأمم المتحدة. وقال أحد رجال الأعمال في غزة إنه دفع في الماضي آلاف الدولارات لسكان غزة الآخرين لحماية شاحناته. وقال أستاذ مشارك في العلوم السياسية بجامعة الأزهر إن الفوضى نتجت عن اليأس المتزايد وفراغ السلطة الناجم عن تراجع سلطة حماس على غزة.
وفي أواخر يونيو/حزيران، حذرت الأمم المتحدة من أنّها ستعلق عمليات المساعدات في غزة ما لم تضاعف إسرائيل جهودها لحماية العاملين في المجال الإنساني. وقال متحدث باسم وزارة الخارجية إن أعمال النهب والهجمات الإجرامية الأخرى كانت في شهر يونيو/حزيران أكبر العوائق أمام توصيل المساعدات، وليس الضربات الإسرائيلية أو استيلاء حماس على قوافل المساعدات. وفي يوليو/تموز، قالت الأمم المتحدة إنها ستجلب المزيد من معدات السلامة الشخصية والمركبات المدرعة بعد موافقة المسؤولين الإسرائيليين.

### تطبيق القانون
بسبب الهجمات المستمرة على قوات إنفاذ القانون من قبل القوات الإسرائيلية، توقفت غالبية قوات الشرطة في غزة عن ارتداء الزي الرسمي لتجنب استهدافهم، مما أدّى إلى المزيد من حالات الخروج على القانون بسبب الغياب الواضح لتواجد الشرطة في العديد من المناطق.

## جهود تحقيق الاستقرار
وظهرت عدة مبادرات لمحاولة الحفاظ على النّظام في المناطق التي انسحبت منها حماس، والتي تعاون بعضها مع قوات الاحتلال الإسرائيلي. تحول تطبيق القانون إلى استراتيجيات أكثر "ارتجالية" لحلّ القضايا الشخصية بين المواطنين، وتنظيم حركة المرور، والحفاظ على السّلام في الأسواق والأماكن العامة. نفذت سلطات إنفاذ القانون أيضًا استراتيجيات لتحسين التوزيع الفعال للمساعدات الإنسانية مثل المساعدة في التوزيع، وطرد اللّصوص أو المواطنين اليائسين، والعمل على منع الزيادات السريعة في أسعار سلع السّوق. وساعدت الأسر الكبيرة في توزيع المواد الغذائية والمساعدات بالتعاون مع قوافل المساعدات.
عملت العديد من الفصائل الفلسطينية التي تستضيفها حماس والجبهة الشعبية لتحرير فلسطين وحركة الجهاد الإسلامي في فلسطين مع العشائر والعائلات الإقليمية لإنشاء لجان حماية للحفاظ على الأمن، والمساعدة في تنظيم الأسواق، ومنع الاكتظاظ حول شاحنات المساعدات، ومنع النهب أو تقديم المساعدات بشكل غير منسق. وكان العديد من أعضاء هذه اللجان ملثمين ومسلحين بالعصي الثقيلة أو الأسلحة النارية الآلية وكان في بعض اللجان أطفال في الخدمة الفعلية.